# San Michele Arcangelo (Ferramola)
San Michele Arcangelo è un dipinto ad affresco di Floriano Ferramola, datato 1528 e conservato in loco nel museo di Santa Giulia di Brescia, a destra del portale d'ingresso della chiesa di San Salvatore.

## Storia
Il Rituale del monastero di Santa Giulia, un ordinario liturgico datato 1438, rappresentante una delle più importanti testimonianze indirette della conformazione del monastero a quell'epoca, è la più antica testimonianza dell'esistenza del culto di san Michele Arcangelo nel cenobio, al quale era dedicato uno specifico altare. Quest'ultimo, tuttavia, non si trovava all'interno della chiesa di San Salvatore, bensì all'esterno, contro la facciata, in posizione riparata dal portico bassomedioevale che era stato addossato alla chiesa. L'altare era a destra del portale d'ingresso alla basilica e aveva come corrispettivo, sulla sinistra, l'altare dedicato a sant'Elena.
A partire dalla seconda metà del XV secolo ha inizio la grande revisione rinascimentale del monastero, che durerà per tutto il XVI secolo per concludersi solo nel XVII secolo. In questo periodo di profonde modifiche, la posizione dell'altare viene mantenuta inalterata, anche durante la costruzione del nuovo coro delle monache, addossato alla facciata della chiesa longobarda al posto del portico medioevale. Il culto dell'altare, passato così da esterno a interno, viene addirittura rinnovato con l'apposizione di una nuova pala ad affresco raffigurante il santo titolare, datata 1528.
Il culto di san Michele rimane vivo nei secoli a venire, come dimostrano le numerosissime iscrizioni incise direttamente sull'affresco dalle monache, con molte date spazianti dal XVI al XVIII secolo. Alla soppressione del monastero nel 1797 e alla sua conversione in caserma, l'altare viene rimosso come tutti gli altri arredi liturgici, ma l'affresco si conserva intatto sulla parete. Si registra solamente un atto vandalico, probabilmente perpetrato dai soldati francesi, che ha cancellato il volto del Demonio ai piedi del santo. Con la musealizzazione del complesso nella seconda metà del XX secolo, l'affresco viene restaurato ed è oggi visibile nel percorso espositivo del museo di Santa Giulia.

## Descrizione
L'affresco presenta un'incorniciatura architettonica, con ai colonne corinzie avvolte da spirali vegetali, poggianti su una mensola e reggenti un architrave dal ricco fregio, dando l'impressione di una finestra aperta sulla scena centrale. Qui è dipinto, a tutta altezza, San Michele Arcangelo con il Demonio ai piedi, la cui già citata lacuna ne permette un'osservazione solo parziale. Sullo sfondo si apre un paesaggio pianeggiante in pendenza verso un fiume o un lago, attraversato da due piccole barche, e con due alte montagne sullo sfondo.

## Stile
L'opera è molto facilmente attribuibile a Floriano Ferramola e bottega, al cui stile sono da attribuire svariati dettagli del dipinto, dai colori, all'impostazione compositiva del santo e dell'opera nel suo complesso, ai tratti fisiognomici e ai dettagli naturalistici stilizzati sullo sfondo. Non è comunque possibile una lettura chiara dell'affresco a causa dello stato di conservazione non ottimale, con una generale abrasione della superficie che ha riportato in vista i graffiti preparatori sottostanti, soprattutto in corrispondenza dell'armatura del santo.
L'attribuzione al Ferramola è inoltre in linea con la presenza ormai ventennale del pittore nel monastero di Santa Giulia, le cui monache, evidentemente, gradivano molto la sua arte e la sua espressività semplice e immediata, molto narrativa, improntata su un retaggio ancora pienamente quattrocentesco che affiora anche nella ieraticità di questo San Michele Arcangelo. La data "1528" iscritta sul basamento del dipinto, inoltre, richiama al "1527" originariamente riportato tra gli affreschi del coro delle monache, dunque appena conclusi al momento della stesura di questo dipinto. Inoltre, Floriano Ferramola muore di peste proprio nell'estate del 1528, quindi è probabile che questa sia una delle ultime opere eseguite dal pittore, se non proprio l'ultima. Non è comunque da escludere un intervento della bottega, come già confermato nell'esecuzione di affreschi di levatura molto più importante eseguiti nel monastero, in particolare quelli del coro delle monache.